# Eurovision Song Contest 1990
Il trentacinquesimo Gran Premio Eurovisione della Canzone si tenne a Zagabria, Croazia, Jugoslavia il 5 maggio 1990.

## Storia
Nel 1990 parteciparono tutti e 22 i paesi dell'anno precedente. L'unica novità fu che le cartoline di presentazione dei cantanti furono girate nei paesi da loro rappresentati; questo non accadeva dal 1982. 
In questa edizione ci furono molte canzoni dedicate alla caduta del muro di Berlino e all'Europa unita. Falsa partenza per la Spagna, che si esibì per prima; la traccia pre-registrata non partì, il direttore d'orchestra ebbe dei problemi nell'ascolto della musica in cuffia e quindi si fermò. Per la prima volta, l'Eurofestival ha una mascotte: si chiama Eurocat e introduce i cantanti di ogni paese. L'Italia vince per la seconda volta: Toto Cutugno conquista la prima posizione con il brano Insieme: 1992, naturalmente dedicato all'unità europea. Cutugno, per la premiazione e la ripresa finale, indossa una giacca nera diversa da quella che aveva nel corso dell'esibizione, che invece era bianca; le immagini della Green Room svelano che la tintura dei capelli era colata sulla giacca bianca del vincitore, costretto a cambiarsi.

## Stati partecipanti

Stati partecipanti
Paesi che hanno partecipato in passato ma non nel 1990

Stati partecipanti
     Paesi che hanno partecipato in passato ma non nel 1990
| Stato                      | Artista                      | Brano                                | Lingua       | Processo di selezione                                                             |
| -------------------------- | ---------------------------- | ------------------------------------ | ------------ | --------------------------------------------------------------------------------- |
| Austria                    | Simone Stelzer               | Keine Mauern mehr                    | Tedesco      | Finale nazionale, 15 marzo 1990                                                   |
| Belgio                     | Philippe Lafontaine          | Macédomienne                         | Francese     | Interno; brano presentato l'8 gennaio 1990                                        |
| Cipro                      | Haris Anastazio              | Milas Poli                           | Greco        | Finale nazionale                                                                  |
| Danimarca                  | Lonnie Devantier             | Hallo Hallo                          | Danese       | Dansk Melodi Grand Prix 1990, 24 marzo 1990                                       |
| Finlandia                  | Beat                         | Fri?                                 | Svedese      | Euroviisukarsinta 1990, 17 febbraio 1990                                          |
| Francia                    | Joëlle Ursull                | White and Black Blues                | Francese     | Interno                                                                           |
| Germania Ovest             | Chris Kempers & Daniel Kovac | Frei zu leben                        | Tedesco      | Ein Lied für Zagreb, 29 marzo 1990                                                |
| Grecia                     | Christos Callow & Wave       | Horis Skopo                          | Greco        | Ellinikós Telikós 1990, 23 marzo 1990                                             |
| Irlanda                    | Liam Reilly                  | Somewhere in Europe                  | Inglese      | Eurosong 1990, 25 marzo 1990                                                      |
| Islanda                    | Stjórnin                     | Eitt lag enn                         | Islandese    | Söngvakeppni Sjónvarpsins 1990                                                    |
| Israele                    | Rita                         | Shara Barkhovot                      | Ebraico      | Interno                                                                           |
| Italia                     | Toto Cutugno                 | Insieme: 1992                        | Italiano     | Festival di Sanremo 1990 per l'artista, 3 marzo 1990; scelta interna per il brano |
| Jugoslavia (organizzatore) | Tajči                        | Hajde da ludujemo                    | Serbo-croato | Jugovizija 1990, 3 marzo 1990                                                     |
| Lussemburgo                | Céline Carzo                 | Quand je te rêve                     | Francese     | Interno                                                                           |
| Norvegia                   | Ketil Stokkan                | Brandenburger Tor                    | Norvegese    | Melodi Grand Prix 1990, 24 marzo 1990                                             |
| Paesi Bassi                | Maywood                      | Ik wil alles met je delen            | Olandese     | Nationaal Songfestival 1990, 10 marzo 1990                                        |
| Portogallo                 | Nucha                        | Há sempre alguém                     | Portoghese   | Festival da Canção 1990, 10 marzo 1990                                            |
| Regno Unito                | Emma                         | Give a Little Love Back to the World | Inglese      | A Song For Europe 1990, 30 marzo 1990                                             |
| Spagna                     | Azúcar Moreno                | Bandido                              | Spagnolo     | Interno                                                                           |
| Svezia                     | Edin-Ådahl                   | Som en vind                          | Svedese      | Melodifestivalen 1990, 9 marzo 1990                                               |
| Svizzera                   | Egon Egemann                 | Musik klingt in die Welt hinaus      | Tedesco      | Concours Eurovision 1990, 24 febbraio 1990                                        |
| Turchia                    | Kayahan                      | Gözlerinin Hapsindeyim               | Turco        | Finale nazionale, 24 febbraio 1990                                                |

### Artisti ritornati
- Ketil Stokkan (Norvegia 1986)

## Struttura di voto
Ogni paese premia con dodici, dieci, otto e dal sette all'uno, punti per le proprie dieci canzoni preferite.

## Orchestra
Diretta dai maestri: Alyn Ainsworth (Regno Unito), Olli Ahvenlahti (Finlandia), Bela Balint (Svizzera), Rony Brack (Belgio), Régis Dupré (Francia), Thierry Durbet (Lussemburgo), Ümit Eroglu (Turchia), Curt-Eric Holmqvist (Svezia), Noel Kelehan (Irlanda), Pete Knutsen (Norvegia), Henrik Krogsgård (Danimarca), Eduardo Leiva (Spagna), Rami Levine (Israele), Gianni Madonini (Italia), Stjepan Mihaljinec (Jugoslavia), Carlos Alberto Moniz (Portogallo), Richard Österreicher (Austria), Rainer Pietsch (Germania), Mike Rozakis (Grecia), Stanko Selak (Cipro), Jon Kjell Seljeseth (Islanda) e Harry van Hoof (Paesi Bassi).

## Classifica
| N° | Stato          | Cantante                     | Canzone                              | Punti | Posizione |
| -- | -------------- | ---------------------------- | ------------------------------------ | ----- | --------- |
| 01 | Spagna         | Azúcar Moreno                | Bandido                              | 96    | 5         |
| 02 | Grecia         | Christos Callow              | Horís Skopó                          | 11    | 19        |
| 03 | Belgio         | Philippe Lafontaine          | Macédomienne                         | 46    | 12        |
| 04 | Turchia        | Kayahan                      | Gözlerinin hapsindeyim               | 21    | 17        |
| 05 | Paesi Bassi    | Maywood                      | Ik wil alles met je delen            | 25    | 15        |
| 06 | Lussemburgo    | Céline Carzo                 | Quand je te rêve                     | 38    | 13        |
| 07 | Regno Unito    | Emma                         | Give a Little Love Back to the World | 87    | 6         |
| 08 | Islanda        | Stjórnin                     | Eitt lag enn                         | 124   | 4         |
| 09 | Norvegia       | Ketil Stokkan                | Brandenburger Tor                    | 8     | 21        |
| 10 | Israele        | Rita Yahan-Farouz-Kleinstein | Shara barechovot                     | 16    | 18        |
| 11 | Danimarca      | Lonnie Devantier             | Hallo, Hallo                         | 64    | 8         |
| 12 | Svizzera       | Egon Egemann                 | Musik klingt in die Welt hinaus      | 51    | 11        |
| 13 | Germania Ovest | Chris Kempers & Daniel Kovac | Frei zu leben                        | 60    | 9         |
| 14 | Francia        | Joëlle Ursull                | White and Black Blues                | 132   | 2         |
| 15 | Jugoslavia     | Tajči                        | Hajde da ludujemo                    | 81    | 7         |
| 16 | Portogallo     | Nucha                        | Há sempre alguém                     | 9     | 20        |
| 17 | Irlanda        | Liam Reilly                  | Somewhere in Europe                  | 132   | 2         |
| 18 | Svezia         | Edin Ådahl                   | Som en vind                          | 24    | 16        |
| 19 | Italia         | Toto Cutugno                 | Insieme: 1992                        | 149   | 1         |
| 20 | Austria        | Simone                       | Keine Mauern mehr                    | 58    | 10        |
| 21 | Cipro          | Anastazio                    | Milas poli                           | 36    | 14        |
| 22 | Finlandia      | Beat                         | Fri?                                 | 8     | 21        |

12 punti
| N. | A              | Da                                                              |
| -- | -------------- | --------------------------------------------------------------- |
| 6  | Francia        | Finlandia, Islanda, Jugoslavia, Norvegia, Paesi Bassi, Svizzera |
| 3  | Italia         | Cipro, Irlanda, Spagna                                          |
| 2  | Irlanda        | Austria, Svezia                                                 |
| 2  | Islanda        | Portogallo, Regno Unito                                         |
| 2  | Svizzera       | Danimarca, Grecia                                               |
| 2  | Jugoslavia     | Israele, Turchia                                                |
| 1  | Austria        | Italia                                                          |
| 1  | Germania Ovest | Lussemburgo                                                     |
| 1  | Lussemburgo    | Francia                                                         |
| 1  | Spagna         | Germania                                                        |
| 1  | Regno Unito    | Belgio                                                          |